# You Must Love Me
You Must Love Me è una canzone della cantautrice statunitense Madonna estratta come primo singolo dalla colonna sonora del film Evita.
Il brano è l'unico contenuto nel film a non essere presente nel musical originale a cui è ispirata la versione cinematografica: esso è infatti stato scritto dal paroliere Tim Rice e dal compositore Andrew Lloyd Webber appositamente per il film.
Il brano ha ottenuto l'Oscar per la migliore canzone nel 1997 e il Golden Globe  come "miglior canzone originale".
Nel singolo della canzone è stata inserita come b-side la canzone Rainbow High.
Nel 2008 Madonna esegue questa canzone durante il suo Sticky & Sweet Tour.

## Il video
Il video di You Must Love Me, diretto e prodotto da Alan Parker (regista di Evita) è stato girato a Los Angeles nel settembre 1996, quando Madonna era incinta di otto mesi della prima figlia Lola (il suo nome intero è Maria Lourdes). Nel video sono incluse scene del film e altre inedite in cui la cantante esegue il brano in una stanzetta in cui si trovano anche il pianista e la violoncellista della canzone.

## Classifiche
| Classifica (1996) | Posizione massima |
| ----------------- | ----------------- |
| Australia         | 11                |
| Belgio (Vallonia) | 50                |
| Canada            | 11                |
| Finlandia         | 4                 |
| Francia           | 41                |
| Italia            | 4                 |
| Polonia           | 5                 |
| Svezia            | 49                |
| Svizzera          | 43                |
| Regno Unito       | 10                |
| Stati Uniti       | 18                |

### Classifiche di fine anno
| Classifica (1997) | Posizione |
| ----------------- | --------- |
| Stati Uniti       | 99        |